# Kabinetsformatie Curaçao 2016
De kabinetsformatie op Curaçao begon na de verkiezingen voor de Staten op 5 oktober 2016. Deze verkiezingen werden gewonnen door de sociaaldemocratische Partido MAN. Lijsttrekker en politiek leider van Partido MAN Hensley Koeiman kondigde na een week aan dat hij bereidheidsverklaringen had om een coalitie te vormen van de partijen PAR, PNP en PS. Samen hebben deze partijen 12 van de 21 zetels, een krappe meerderheid. Omdat ook de eenmansfracties Un Kòrsou Hustu van Omayra Leeflang en Movementu Progresivo (MP) van Marilyn Moses deelname of steun aan de coalitie niet uitsloten, werd besloten tot het benoemen van een informateur.

## Informateur
Op 12 oktober werd Kenneth Gijsbertha, campagneleider van MAN, door gouverneur Lucille George-Wout tot informateur benoemd. Gijsbertha kreeg opdracht om "op de kortst mogelijke termijn te onderzoeken of de genoemde partijen, bij voorkeur aangevuld tot een tweederdemeerderheid in de Staten, tot overeenstemming kunnen komen over een regeringsprogramma op hoofdlijnen, dat gebaseerd is op een gemeenschappelijke visie en aanpak in relatie tot de uitdagingen waar Curaçao zich voor gesteld ziet."
Op 28 oktober diende Gijsbertha zijn informatieverslag in bij de gouverneur. In dit verslag werd geadviseerd een coalitie te vormen met MAN, PAR, PNP en PS.

## Formatie
Op 29 oktober werd Gijsbertha door de gouverneur gevraagd om formateur te worden. De vier partijen hadden afgesproken om na de installatie van de nieuwe Statenleden (2 november) verder te praten over details van het regeerakkoord en de verdeling van de ministersposten.
De formatie kwam een week later onverwachts in de problemen doordat PS plotseling een bereidwilligheidsverklaring met de partij MFK van Gerrit Schotte tekende. Dit voedde geruchten dat er achter de schermen gewerkt werd aan een coalitie gevormd door de MFK, KdNT en PS, met steun van enkele eenmansfracties. PS zou zijn opgestapt uit de onderhandelingen omdat zij twee ministersposten wilden.
In plaats van PS werd Omayra Leeflang van Un Kòrsou Hustu (UKH) gevraagd als coalitiepartij, zodat er een coalitie met de kleinst mogelijke meerderheid zou kunnen komen. Toen ook Eduard Braam van PAR brak met zijn partij, verloor de coalitie in wording opnieuw haar meerderheid en leek de formatie definitief mislukt.
Toen politiek leiders Miro Amparo dos Santos van Kòrsou di Nos Tur en Gerrit Schotte van MFK aan de pers verklaarden ervan getuige te zijn geweest dat voormalig MFK-lid Dean Rozier een bedrag van tussen de 20.000 en 30.000 gulden had betaald aan politiek leider Jaime Córdoba van PS voor medewerking van PS aan een kabinet met MAN, trok PS zijn steun aan MFK en KdNT definitief in. Volgens Córdoba was de beschuldiging onjuist en was het aan MAN om te bepalen of PS weer welkom was in de formatiegesprekken.
MAN besloot hierop om PS weer te betrekken bij de formatie en met vier partijen de onderhandelingen te vervolgen. Op 9 november kon formateur Gijsbertha meedelen dat de formatie geslaagd was. Door het vertrek van Braam kreeg PAR een ministerspost minder en PS alsnog de begeerde tweede minister.

## Ministersverdeling
De vier partijen spraken af dat MAN de ministers voor Algemene Zaken (de premier, de statenvoorzitter en de gevolmachtige minister in Den Haag) krijgt en ook de ministeries van Financiën en Onderwijs, Wetenschap, Cultuur en Sport. PAR krijgt de ministeries van Economische Ontwikkeling en Gezondheid, Milieu en Natuur. PNP krijgt het ministerie van Verkeer en Ruimtelijke Ordening en het ministerie van Justitie. PS krijgt de ministeries Bestuurlijke Planning en Dienstverlening en Sociale Ontwikkeling, Arbeid en Welzijn (SOAW).

## Beëdiging
Op 23 december 2016 werd het Kabinet-Koeiman beëdigd en kwam aan de formatie een einde. 